# Shiur

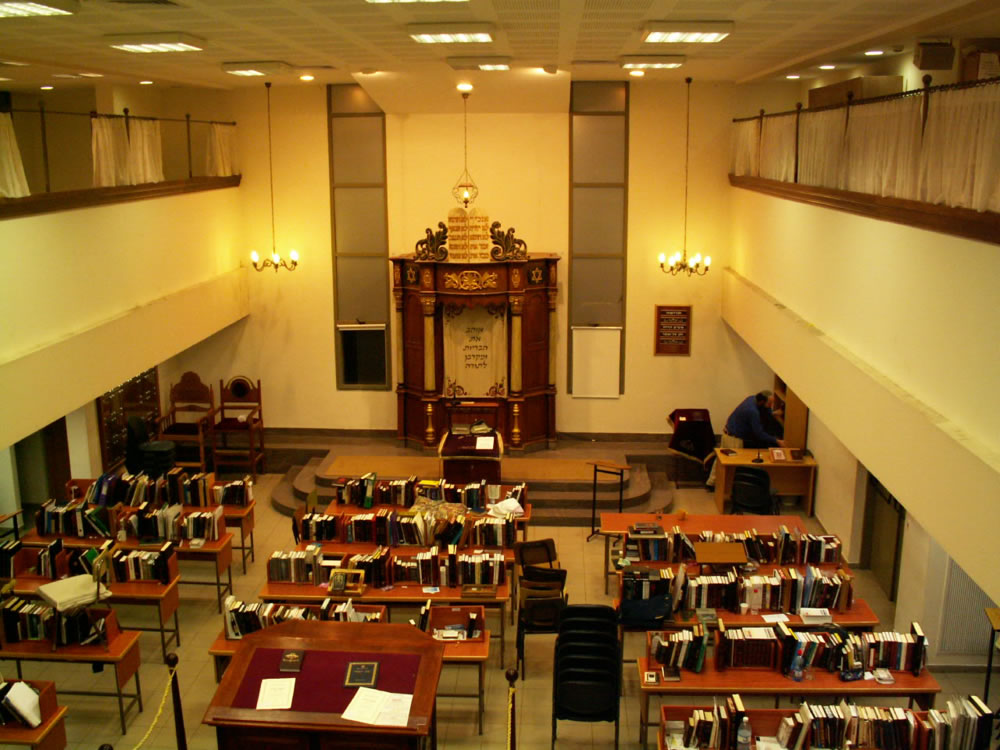
La Beit Midrash (sala di studio) della Yeshivah Machon Meir, a Gerusalemme.

Shi'ur (ebraico: שעור, plur. shi'urim, שעורים) nell'Ebraismo è una lezione su un qualsiasi dato argomento o soggetto della Torah, quali Ghemara, Mishnah, Halakhah, Tanakh, e altro.
Lo shiur è stato il principale metodo di insegnamento sin dai tempi della Mishnah. In un famoso passo talmudico, Rabbi Yehudah HaNasi affermò di aver maturato una mente acuta osservando Rabbi Meir insegnare con il sistema dello shiur. Tuttavia, poiché l'aula era molto affollata, Yehudah aveva preso posto dietro al leggio, vedendo così Rabbi Meir solo di spalle – e dichiarò quindi: "Se l'avessi visto di fronte, quanto più grande sarei diventato!"

## Apprendimento in Yeshiva

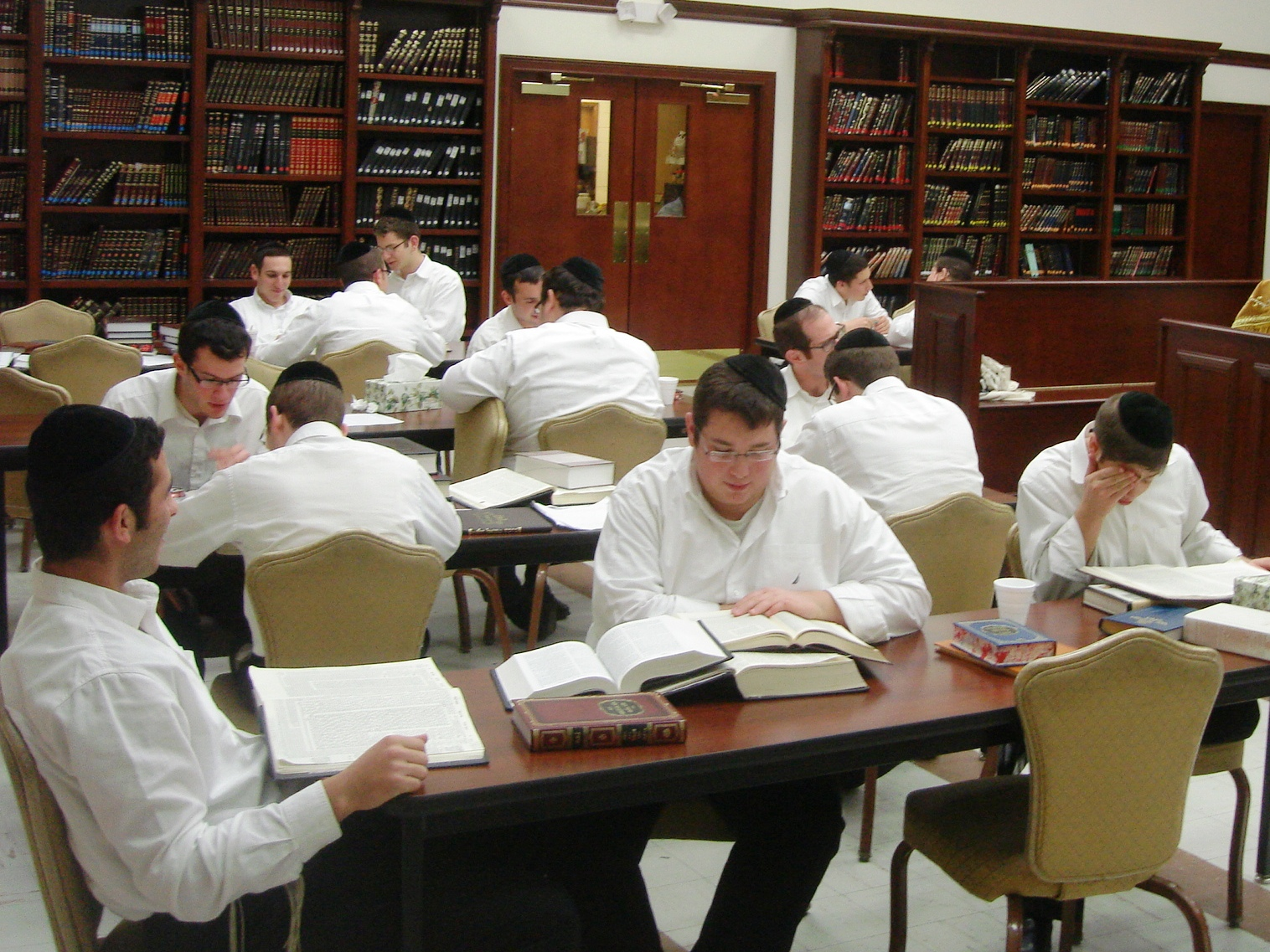
La Yeshivah Gedola di Carteret: studenti durante un seder, 2009.

Tradizionalmente, la shiur si riferisce a quel tipo di studio che viene offerto presso le yeshivoth e kollelim, dove gli studenti prendono parte a lezioni approfondite sulla sugya (materia della Ghemara). Tipicamente, gli studenti della yeshivah frequentano una shiur yomi (lezione giornaliera) presentata dal maggid shiur (letteralmente: "lettore della shiur") ed una shiur klali (lezione riassuntiva completa, compendio dell'apprendimento offerto nella settimana) settimanale, data dal rosh yeshiva. Questi normalmente offre anche la shiur principale con frequenza quotidiana. Prima dell'inizio della shiur, viene esposta una bibliografia e una serie di riferimenti testuali in modo che gli studenti si possano preparare per la lezione. Tali studenti tipicamente passano diverse ore a prepararsi per la shiur yomi e dopo la lezione passano altro tempo a ripassare e chiarire ciò che è stato presentato. Tali periodi di preparazione e revisione si svolgono durante un tempo particolare chiamato seder, dove gli studenti ripassano la lezione individualmente e/o in chavruta (coppia di studio).
Shiurim vengono offerti nella yeshivah anche su materie relative all'Etica ebraica (e Mussar), al Chumash e alla  hashkafah (filosofia ebraica), a seconda della yeshiva e tipo di apprendimento dei relativi studenti.

### Livelli
Shiur è anche il nome dato ai vari livelli di apprendimento nella yeshivah. Per esempio, studenti del primo anno vengono assegnati allo "Shiur Aleph"; studenti del secondo anno allo "Shiur Bet"; studenti del terzo anno allo "Shiur Gimmel, ecc. Nei kollelim gli shiurim superiori designano livelli più avanzati di apprendimento.

## Sessioni di studio pubblico
Anche i rabbini di sinagoga e altri rabbini rinomati della comunità ebraica, offrono shiurim alle proprie congregazioni. Nelle sinagoghe, lo shiur presentato tra Mincha e Maariv è di solito adatto ad un pubblico di baalebatim (laici, lavoratori). Rabbini di fama offrono shiurim più complessi durante lo Shabbat o di sera, usualmente presso la sinagoga locale o la beth midrash (sala di studio).

## Uso moderno
Nell'uso moderno del termine, "shiur" è stato esteso ad includere qualsiasi tipo di lezione sulla Torah – comprese le lezioni ai bambini, alle donne, ed ai  baalebatim (pubblico non accademico), e lezioni registrate con audiocassette, CD-DVD, online, MP3 o MP4, o anche per via telefonica. Sebbene per definizione lo shiur sia una lezione strutturata e completa, alcune organizzazioni dell'Ebraismo ortodosso pubblicizzano  "shiurim di 5-minuti" per attrarre ascoltatori principianti.